# Vix (Vendée)
Pour les articles homonymes, voir Vix.
Vix [viks] est une commune française située dans le département de la Vendée, en région Pays de la Loire.

## Géographie
Le territoire municipal de Vix s’étend sur 2 882 hectares. L'altitude moyenne de la commune est de 4 mètres, avec des niveaux fluctuant entre 0 et 34 mètres,.
Le bourg de Vix est construit sur une île du Marais poitevin. Orientée nord-ouest/sud-est, elle est longue d'environ cinq kilomètres pour une largeur maximale d'un kilomètre et demi dans son extrémité nord-ouest. Son altitude maximale est de 33 mètres, soit une trentaine de mètres au-dessus du marais.

### Communes limitrophes
| Les Velluire-sur-Vendée | Montreuil                                  | Doix lès Fontaines         |
| Le Gué-de-Velluire      | Vix                                        | Maillé                     |
| L'Île-d'Elle            | Saint-Jean-de-Liversay (Charente-Maritime) | Taugon (Charente-Maritime) |

### Climat
Pour des articles plus généraux, voir Climat des Pays de la Loire et Climat de la Vendée.
En 2010, le climat de la commune est de type climat océanique franc, selon une étude du CNRS s'appuyant sur une série de données couvrant la période 1971-2000. En 2020, Météo-France publie une typologie des climats de la France métropolitaine dans laquelle la commune est exposée à un climat océanique et est dans la région climatique  Littoral charentais et aquitain, caractérisée par une pluviométrie élevée en automne et en hiver, un bon ensoleillement, des hivers doux (6,5 °C), soumis à la brise de mer. 
Pour la période 1971-2000, la température annuelle moyenne est de 12,2 °C, avec une amplitude thermique annuelle de 14,2 °C. Le cumul annuel moyen de précipitations est de 792 mm, avec 12,1 jours de précipitations en janvier et 6,2 jours en juillet. Pour la période 1991-2020, la température moyenne annuelle observée sur la station météorologique de Météo-France la plus proche, sur la commune de Marans à 12 km à vol d'oiseau, est de 13,2 °C et le cumul annuel moyen de précipitations est de 739,6 mm,. Pour l'avenir, les paramètres climatiques de la commune estimés pour 2050 selon différents scénarios d'émission de gaz à effet de serre sont consultables sur un site dédié publié par Météo-France en novembre 2022.

## Urbanisme

### Typologie
Au 1er janvier 2024, Vix est catégorisée bourg rural, selon la nouvelle grille communale de densité à sept niveaux définie par l'Insee en 2022.
Elle est située hors unité urbaine. Par ailleurs la commune fait partie de l'aire d'attraction de Fontenay-le-Comte, dont elle est une commune de la couronne,. Cette aire, qui regroupe 30 communes, est catégorisée dans les aires de moins de 50 000 habitants,.

### Occupation des sols
L'occupation des sols de la commune, telle qu'elle ressort de la base de données européenne d’occupation biophysique des sols Corine Land Cover (CLC), est marquée par l'importance des territoires agricoles (90,4 % en 2018), une proportion sensiblement équivalente à celle de 1990 (89,9 %). La répartition détaillée en 2018 est la suivante : 
terres arables (69,2 %), zones agricoles hétérogènes (10,4 %), prairies (6,9 %), zones urbanisées (6,8 %), cultures permanentes (3,8 %), forêts (2,7 %). L'évolution de l’occupation des sols de la commune et de ses infrastructures peut être observée sur les différentes représentations cartographiques du territoire : la carte de Cassini (XVIIIe siècle), la carte d'état-major (1820-1866) et les cartes ou photos aériennes de l'IGN pour la période actuelle (1950 à aujourd'hui).

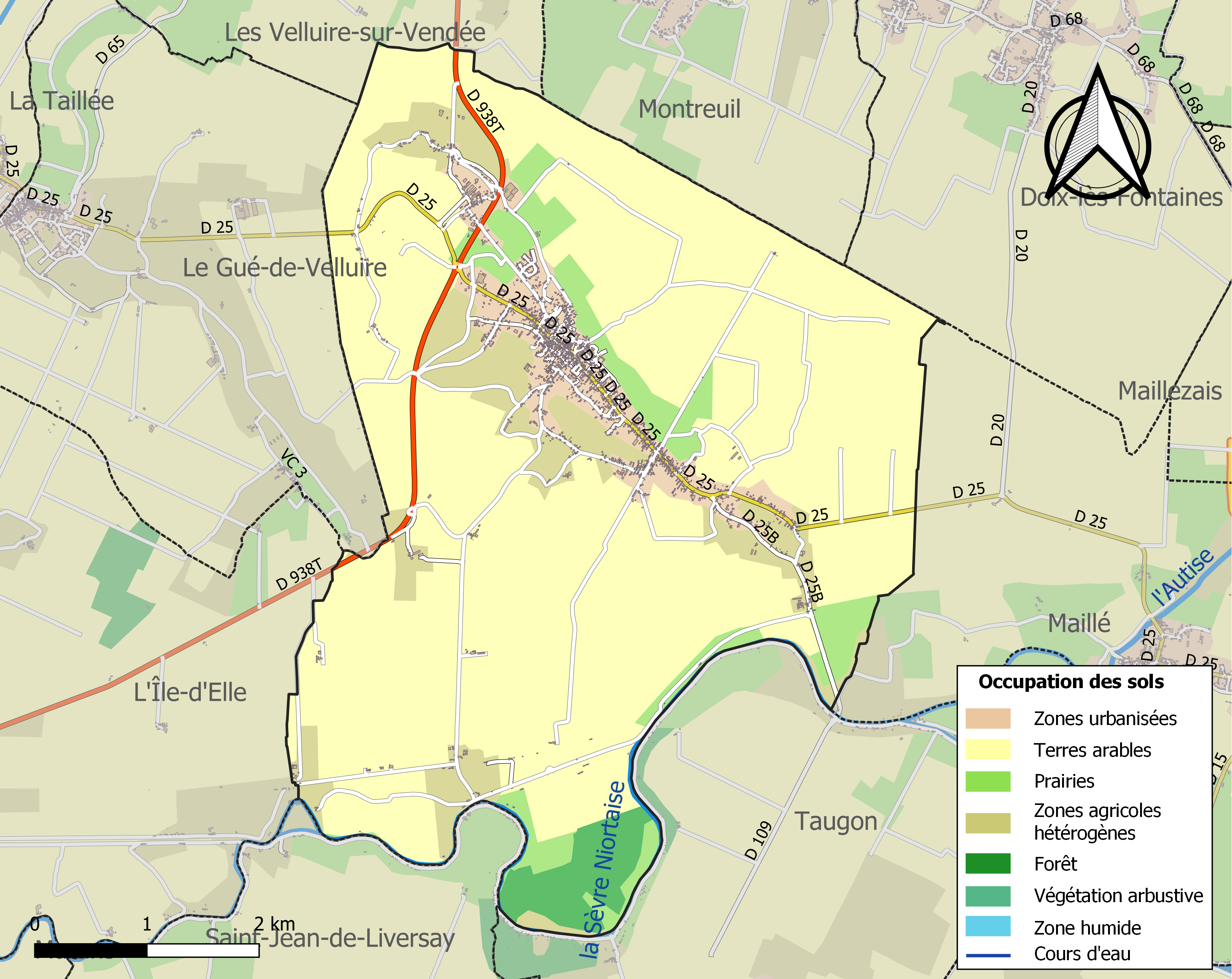
Carte des infrastructures et de l'occupation des sols de la commune en 2018 (CLC).

## Histoire

### Préhistoire
Par photographie archéologique aérienne Maurice Marsac a repéré une enceinte néolithique à double fossé à entrées multiples au lieu-dit la Maison de la Chaume. Elle enserre une surface d'un hectare et demi et prend appui sur un abrupt dominant la mer (actuellement le Marais poitevin). La largeur du fossé est estimée à 10 mètres.

### Antiquité
Deux sites gallo-romains ont été repérés aux lieudits le Booth et aux Maisons du bas des Vignes.

### Moyen Âge
En 1047, Agnès de Bourgogne, veuve du comte de Poitou, fonde l’abbaye Notre-Dame-hors-les-Murs de Saintes (Charente-Maritime) et lui donne un certain nombre de biens pour lui assurer des revenus. Parmi eux figure l’île de Vix. À l’est, au-delà des marécages, l’abbaye de Maillezais a été créée un demi-siècle auparavant.

« La première représentation de Vix sur une carte date d’octobre 1663. À cette époque, les membres de la Société des marais desséchés de Vix-Maillezais s’apprêtent à partager les marais qu’ils sont en train de transformer en terres cultivables. Sur le plan de partage qu’ils établissent, l’ancienne île de Vix apparaît certes de façon approximative, surtout pour ce qui concerne le bourg. Elle est environnée par les nouveaux marais desséchés divisés en vastes carrés. Sur son flanc nord, l’île est bordée par une zone en bois et en prairies, dont il reste aujourd’hui des traces dans le paysage. Au sud également, la végétation recouvre l’espace compris entre Vix et la petite île aujourd’hui appelée Montnommé. À l’époque, et jusqu’à la Révolution, celle-ci s’appelle l’île de Lethon, du nom du prieuré qui s’y trouve. »

— Yannis Suire, http://www.vix.fr/public/?code=de-la-commune

## Politique et administration

### Liste des maires
| Période       | Période       | Identité                | Étiquette | Qualité                                         |
| ------------- | ------------- | ----------------------- | --------- | ----------------------------------------------- |
| 1789          | 1793          | Joseph Simonneau        |           | Syndic                                          |
| 1793          | 1794          | Henry Létard            |           | Curé et officier public                         |
| 1794          | 1801          | Antoine Blanchard       |           |                                                 |
| 1801          | 1802          | Pierre Guérin           |           | Notaire                                         |
| 1802          | 1808          | André Piet de Roquépine |           | Négociant, ancien consul des marchands de Niort |
| 1808          | 1811          | André Chatelain         |           |                                                 |
| 1811          | 1815          | Jean Simonnet           |           |                                                 |
| 1815          | 1816          | Pierre Fleury           |           |                                                 |
| 1816          | 1818          | Jean Simonnet           |           |                                                 |
| 1818          | 1826          | Jean Brouard            |           |                                                 |
| 1826          | 1847          | André Prouzeau          |           |                                                 |
| 1847          | 1848          | André Carré             |           |                                                 |
| 1848          | 1848          | Théodore Guérin         |           |                                                 |
| 1848          | 1852          | Marc Duverdier          |           |                                                 |
| 1852          | 1870          | Théodore Guérin         |           |                                                 |
| 1870          | 1872          | Henri Bontemps          |           |                                                 |
| 1872          | 1877          | Théodore Guérin         |           |                                                 |
| 1877          | 1884          | Henri Bontemps          |           |                                                 |
| 1884          | 1917          | Jean Lièvre             |           |                                                 |
| 1917          | 1919          | Jean Simonneau          |           |                                                 |
| 1919          | 1930          | André Puiroux           |           |                                                 |
| 1930          | mai 1935      | Pierre Sacré            |           | Agent d'assurance                               |
| mai 1935      | 1945          | Narcisse Légeron        |           | Agent d'assurance                               |
| 1945          | 1946          | Auguste Moinard         |           |                                                 |
| 1946          | novembre 1947 | Louis Renoux            |           |                                                 |
| novembre 1947 | mars 1965     | Rémi Boutinard          |           |                                                 |
| mars 1965     | mai 1976      | Roger Martineau         |           | Historien                                       |
| mars 1977     | mars 1983     | Daniel Simonneau        |           | Directeur technique                             |
| mars 1983     | juin 1995     | Charles Marsy           |           |                                                 |
| juin 1995     | mars 2014     | Bertrand Riot,          |           | Pharmacien                                      |
| mars 2014     | mai 2020      | Michèle Jourdain        | DVD       | Contrôleuse des finances retraitée              |
| mai 2020      | En cours      | Jean-Claude Chevallier  |           | Retraité de la gendarmerie                      |

Roger Martineau fut révoqué en 1976, lors de son second mandat, par arrêté puis par décret ministériel pour des irrégularités qui lui étaient reprochées dans les opérations de recensement de la population. Le 7 octobre 1977, la République réhabilite totalement Roger Martineau. Après recours pour excès de pouvoir, le décret révoquant le maire de Vix ainsi que les arrêtés du ministre de l'intérieur et du préfet de Vendée sont annulés par le Conseil d'État.

## Population et société

### Démographie

#### Évolution démographique
L'évolution du nombre d'habitants est connue à travers les recensements de la population effectués dans la commune depuis 1793. Pour les communes de moins de 10 000 habitants, une enquête de recensement portant sur toute la population est réalisée tous les cinq ans, les populations de référence des années intermédiaires étant quant à elles estimées par interpolation ou extrapolation. Pour la commune, le premier recensement exhaustif entrant dans le cadre du nouveau dispositif a été réalisé en 2005.

En 2022, la commune comptait 1 829 habitants, en évolution de +1,5 % par rapport à 2016 (Vendée : +5,33 %, France hors Mayotte : +2,11 %).
| 1793  | 1800  | 1806  | 1821  | 1831  | 1836  | 1841  | 1846  | 1851  |
| ----- | ----- | ----- | ----- | ----- | ----- | ----- | ----- | ----- |
| 2 034 | 2 215 | 2 487 | 2 456 | 2 863 | 3 007 | 3 094 | 3 130 | 3 010 |

| 1856  | 1861  | 1866  | 1872  | 1876  | 1881  | 1886  | 1891  | 1896  |
| ----- | ----- | ----- | ----- | ----- | ----- | ----- | ----- | ----- |
| 3 140 | 3 258 | 3 232 | 2 855 | 2 807 | 2 708 | 2 621 | 2 563 | 2 525 |

| 1901  | 1906  | 1911  | 1921  | 1926  | 1931  | 1936  | 1946  | 1954  |
| ----- | ----- | ----- | ----- | ----- | ----- | ----- | ----- | ----- |
| 2 505 | 2 283 | 2 187 | 1 906 | 1 863 | 1 751 | 1 713 | 1 589 | 1 516 |

| 1962  | 1968  | 1975  | 1982  | 1990  | 1999  | 2005  | 2006  | 2010  |
| ----- | ----- | ----- | ----- | ----- | ----- | ----- | ----- | ----- |
| 1 517 | 1 492 | 1 521 | 1 725 | 1 670 | 1 572 | 1 684 | 1 702 | 1 760 |

| 2015  | 2020  | 2022  | - | - | - | - | - | - |
| ----- | ----- | ----- | - | - | - | - | - | - |
| 1 802 | 1 821 | 1 829 | - | - | - | - | - | - |

#### Pyramide des âges
En 2018, le taux de personnes d'un âge inférieur à 30 ans s'élève à 29,3 %, soit en dessous de la moyenne départementale (31,6 %). À l'inverse, le taux de personnes d'âge supérieur à 60 ans est de 34,6 % la même année, alors qu'il est de 31,0 % au niveau départemental.
En 2018, la commune comptait 868 hommes pour 928 femmes, soit un taux de 51,67 % de femmes, légèrement supérieur au taux départemental (51,16 %).
Les pyramides des âges de la commune et du département s'établissent comme suit.
| Hommes | Classe d’âge | Femmes |
| ------ | ------------ | ------ |
| 1,2    | 90 ou +      | 3,5    |
| 10,4   | 75-89 ans    | 13,8   |
| 19,9   | 60-74 ans    | 20,3   |
| 20,1   | 45-59 ans    | 16,7   |
| 17,7   | 30-44 ans    | 17,8   |
| 13,3   | 15-29 ans    | 11,3   |
| 17,5   | 0-14 ans     | 16,8   |

| Hommes | Classe d’âge | Femmes |
| ------ | ------------ | ------ |
| 0,8    | 90 ou +      | 2,2    |
| 8,7    | 75-89 ans    | 11,1   |
| 20,3   | 60-74 ans    | 21,3   |
| 20     | 45-59 ans    | 19,4   |
| 17,5   | 30-44 ans    | 16,8   |
| 15     | 15-29 ans    | 13,2   |
| 17,7   | 0-14 ans     | 16,1   |

## Culture locale et patrimoine

### Lieux et monuments

#### Ancienne église Notre-Dame-de-l'Assomption
L'église Notre-Dame-de-l'Assomption  faisait partie des biens donnés en 1047 par Agnès de Bourgogne, veuve du comte de Poitou, à l'abbaye Notre-Dame-hors-les-Murs de Saintes (Charente-Maritime), fondée par la même occasion. Elle était alors déjà dédiée à Notre Dame. L’abside romane du XIIe siècle, encore en élévation, reste l'unique témoin de cette époque. Les descriptions de cette ancienne église sont lacunaires. Les archives parlent d’une nef et de bas-côtés qui auraient été reconstruits vers 1710. L'église était alors entourée du cimetière. Elle servait aussi de lieu de repos privilégié aux curés et aux notables de Vix qui, représentants de l'abbesse de Saintes, demeuraient dans la maison seigneuriale voisine. Plusieurs portes permettaient d’ailleurs de communiquer entre les deux bâtiments. Le clocher, de faible hauteur, se trouvait au centre de l'église. Pour l'entretien de l'église, on amenait souvent les matériaux par bateau de Marans sur la Sèvre Niortaise puis sur la route d'eau qui passe par le port au nord de l'église. Parmi le mobilier et les ornements cités pour cette époque, on sait que, de part et d’autre du chœur, se trouvaient deux autels secondaires, l’un dédié à la Vierge, l’autre à saint Barthélémy. Une cloche a été bénite en 1787.
L'église de Vix fut saisie comme bien national à la Révolution et vendue aux enchères en 1796. Elle devint, un temps, le siège des assemblées des électeurs. Lorsque la municipalité la racheta en 1803, elle était en très mauvais état. De 1829 à 1834, des travaux importants furent engagés. L'église fut agrandie et dotée, à l'angle sud-ouest, d'un clocher surmonté d’une flèche. On conserva semble-t-il les murs du XVIIIe siècle et surtout l'abside du XIIe siècle. Le cimetière fut déplacé en 1840, libérant l'espace tout autour de l'église. Mais l'état de l'église resta précaire et dès les années 1850, il fallut la consolider. En 1869, l'architecte Victor Clair, connu pour de nombreuses réalisations de bâtiments publics en Vendée, dressa les plans d'une reconstruction totale. La guerre de 1870 et les querelles politiques arrêtèrent le projet. Des travaux ponctuels furent alors effectués au fil des ans, sur le mobilier, les vitraux. L'église fut dotée de nouvelles cloches en 1897 et 1930, celles que l'on voit encore aujourd'hui. La voûte de l'abside fut repeinte en 1931 par le peintre vizeron, Octave Guéret.

#### Nouvelle église Notre-Dame-de-l'Assomption
Une tempête donna le coup de grâce à l’église en 1972. Fermée au public, on décida de la reconstruire. L'ancien clocher fut descendu le 9 janvier 1974. On prit le parti d’une église résolument moderne, conçue par les architectes Durand et Ménard : toit incliné, autel et bancs en bois clair, grande verrière donnant sur les restes de l'ancienne église, clocher dépouillé laissant paraître les cloches. La nouvelle église fut ouverte au culte le 27 octobre 1974. De l’ancienne église ont été conservés, outre l’abside et les cloches, le crucifix en bois polychrome du début du XVIIe siècle, la statue de Notre-Dame de l’Assomption, patronne de l’église, datant probablement de la fin du XIXe siècle, un des confessionnaux de 1912, le chemin de croix de la même année.

### Personnalités liées à la commune
- Gaston Chaissac (1910-1964), peintre et poète français.

## Pour approfondir